# Declaração (lógica)
Em lógica uma declaração ou é (a) uma sentença declarativa significativa que é ou verdadeira ou falsa, ou (b) que é afirmada ou criada pelo uso de uma sentença declarativa.
No último caso, uma declaração é distinta de uma sentença em que uma sentença é apenas uma formulação de uma declaração, ao passo que pode haver muitas outras formulações expressando a mesma declaração.
O filósofo da linguagem, Peter Strawson defendeu o uso do termo "declaração" no sentido (b) em detrimento de proposição. Strawson usou o termo "declaração" para ser tal que duas sentenças declarativas fazem a mesma declaração se dizem o mesmo da mesma coisa. Deste modo o termo "declaração" pode se referir a uma sentença ou algo feito (expresso) por uma sentença. Em ambos os casos são pretendidas portadoras da verdade.
Exemplos de sentenças que são (ou fazem) declarações:
- "Sócrates é um homem."
- "Um triângulo tem três lados."
- "Paris é a capital da Espanha."

As primeiras duas (fazem declarações que) são verdadeiras, a terceira é (ou faz uma declaração que é) falsa.
Exemplos de sentenças que não são (ou não fazem) declarações:
- "Quem são vocês?"
- "Corra!"
- "A verdura perambula"
- "Tive um grunch exceto a beringela ali em cima."
- "O Rei da França é sensato."
- "Pégaso existe."

Os dois primeiros exemplos não são sentenças declarativas e portanto não são (ou não fazem) declarações.
O terceiro e quarto são sentenças declarativas mas, sem significado, não são nem verdadeiras nem falsas e portanto não são (ou não fazem) declarações. O quinto e o sexto exemplos são sentenças declarativas significativas. Russell sustentou que a quinta que era falsa mas Strawson sustentou que ela não era verdadeira nem falsa já que ela não fazia uma declaração.

## Declaração como uma entidade abstrata
Em alguns tratamentos a "declaração" é introduzida a fim de distinguir uma sentença deste conteúdo informativo. A declaração é considerada como o conteúdo informativo de uma sentença que traz informação. Deste modo, uma sentença é relacionada à declaração que ela conduz como um numeral ao número a que ele se refere. Declarações são abstratas, entidades lógicas, enquanto sentenças são as gramaticais.